# グァルネリ
グァルネリ（Guarneri）またはガルネリは、イタリア・クレモナ出身の弦楽器製作者一族、または、彼らが制作した弦楽器（ヴァイオリンを主とし、チェロやヴィオラを含む）の呼称。ストラディヴァリ、アマティとともに名工として知られる。
後述の通り、単にグァルネリといえば、バルトロメオ・ジュゼッペ・“デル・ジェズ”・アントーニオ・グァルネリの制作した弦楽器を指すことが多い。

## 一族
アンドレーア・グァルネリ (Andrea Guarneri、1626年? - 1698年12月7日)
ニコロ・アマティの直弟子。アントニオ・ストラディバリの兄弟子にあたり、10歳で弟子入りしたと言われる。ウィリアム・プリムローズは彼の製作したヴィオラで、ヴァイオリンとは違う力強いヴィオラ奏法を確立した。樫本大進は1674年にアンドレーアによって制作されたヴァイオリンを主に使用している。
ピエトロ・ジョヴァンニ・グァルネリ (Pietro Giovanni Guarneri、1655年2月18日 - 1720年3月26日)
アンドレーアの長男。マントヴァに移住したため、「ピエトロ・ダ・マントヴァ」とも呼ばれる。ヨーゼフ・シゲティは彼の製作した楽器を愛用していた。
ジュゼッペ・ジョヴァンニ・バッティスタ・グァルネリ (Giuseppe Giovanni Battista Guarneri、1666年11月25日 - 1739年?)
アンドレーアの末息子。下記デル・ジェズと区別のため「ジュゼッペ・フィリウス・アンドレーア（アンドレーアの息子ジュゼッペ）」とも呼ばれる。
ピエトロ・グァルネリ (Pietro Guarneri、1695年4月14日 - 1762年4月7日)
ジュゼッペ・ジョヴァンニ・バッティスタ・グァルネリの息子。ヴェネツィアに移住したため、「ピエトロ・ダ・ヴェネツィア」とも呼ばれる。ドメニコ・モンタニャーナらと協働した。弟デル・ジェズが早世したため、グァルネリ一族最後のヴァイオリン製作者となった。
バルトロメオ・ジュゼッペ・“デル・ジェズ”・アントーニオ・グァルネリ (Bartolomeo Giuseppe Antonio Guarneri、1698年8月21日 - 1744年10月17日)
ジュゼッペ・ジョヴァンニ・バッティスタ・グァルネリの息子。父および伯父に師事。イエス・キリストを表すロゴマークを用いたため、「ジュゼッペ・デル・ジェズ (イエスのジュゼッペ, Giuseppe del Gesù) 」とも呼ばれる。現代の評価において、アントニオ・ストラディバリと並び称せられる名工である。刑務所に収監された間も獄中で製作を続けたという逸話がある。

## グァルネリ・デル・ジェズ
グァルネリ一族中でも最も名声の高い、バルトロメオ・ジュゼッペ・アントーニオ・グァルネリの製作するヴァイオリンは、胴の中に貼るラベルの意匠に、イエス・キリストを表すIHSの三文字と十字架を組み合わせた「ベルナルディーノの徴」と呼ばれる当時流行のロゴマークを採用したため、俗に「グァルネリ・デル・ジェズ(イエスのグァルネリ, Guarneri del Gesù) 」「ラテン語読みでグァルネリウス (Guarnerius) ・デル・ジェズ」もしくは単に「デル・ジェズ」と呼ばれている。

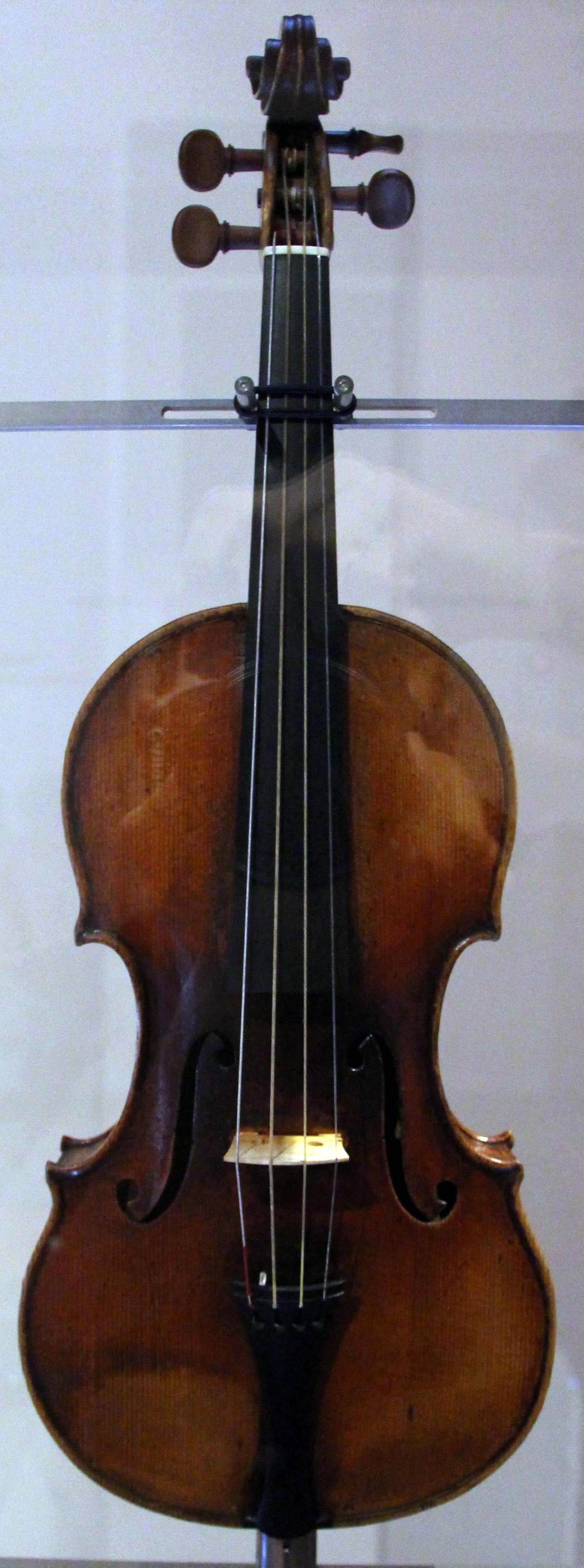
ニコロ・パガニーニが愛用した1742年製デル・ジェズ「イル・カンノーネ（大砲）」。

制作された本数は200挺あるいは300挺程度と伝わるが、同等の評価を受けるストラディバリの作品と比べ絶対数が半分以下と少なく、黄金期とされる晩年15年間の作品はさらに限られるため、取引額はストラディバリ以上になることも珍しくない。
特にヴュータン以来歴代名演奏家の手を経てきた1741年製デル・ジェズ「ヴュータン」は「ヴァイオリンにおけるモナ・リザ」と称され、2012年の取引で約1600万ドル（およそ13億円）の値が付き、1721年製ストラディバリ「レディ・ブラント」を超える史上最も高額で取引された楽器となった。
デル・ジェズの造形は、ヴァイオリンの理想形の一つとされている。そのため、近現代のヴァイオリン職人たちもデル・ジェズの模倣を多数製作している。

### 著名な使用演奏家（生年順）
現存するデル・ジェズは大部分が著名な演奏家に使用されており、使用者や元使用者（エクス～）あるいは所有者の名前を冠したものが多い。
- ニコロ・パガニーニ：1742年製デル・ジェズ「イル・カンノーネ（大砲）」。1799年に入手し終生愛用した。没後はジェノヴァ市に寄贈され、市が演奏家に貸与[4]。
- フェルディナンド・ダヴィッド：1730年製デル・ジェズ「エクス・ダヴィド」および1740年製デル・ジェズ「エクス・ダヴィド／ハイフェッツ」
- オーレ・ブル：1744年製デル・ジェズ「ブル」。デル・ジェズ最後の作品、遺作であると考えられている。没後はベルゲンの国立楽器博物館に寄贈。2013年に約3億新台湾ドル（およそ10億円）で台湾の奇美博物館が購入[5][6]。
- ユベール・レオナール：1742年製デル・ジェズ「ヴィエニャフスキ」
- アンリ・ヴュータン：1741年製デル・ジェズ「ヴュータン」
- ヘンリク・ヴィエニャフスキ：1742年製デル・ジェズ「ヴィエニャフスキ」および1736年製デル・ジェズ「ヴィエニャフスキ」
- エミール・ソーレ：1743年製デル・ジェズ「ソーレ」
- ウジェーヌ・イザイ：1740年製デル・ジェズ「イザイ」。楽器の中には小さなラベルが貼られ、赤いインクで「このデル・ジェズは私の生涯を通じて忠実なパートナーだった。イザイ1928」とフランス語で書かれている。彼の国葬に際しては棺の前をクッションに乗せて運ばれた。
- ウィリー・ブルメスター：1743年製デル・ジェズ「エクス・ブルメスター」
- フリッツ・クライスラー：1730年製デル・ジェズ「エクス・クライスラー」[7]、1733年製デル・ジェズ、1740年製デル・ジェズ、1741年製デル・ジェズ等多数を蒐集・演奏。
- ジョルジェ・エネスク：1725年製デル・ジェズ「ラ・カテドラル」、初期デル・ジェズの傑作とされる。没後はブカレストのジョルジェ・エネスク記念国立博物館に寄贈。
- ヴァーシャ・プルジーホダ：1742年製デル・ジェズ「イル・カンノーネ」
- ヤッシャ・ハイフェッツ：1740年製デル・ジェズ「エクス・ダヴィド／ハイフェッツ」。没後はサンフランシスコのリージョン・オブ・オナー美術館に所蔵。
- シモン・ゴールドベルク：1730年製デル・ジェズ「ヴィッタ男爵」。美代子夫人没後はワシントンDCの連邦議会図書館に寄贈[7]。
- ユーディ・メニューイン：1742年製デル・ジェズ「ロード・ウィルトン」[8]、1741年製デル・ジェズ「ヴュータン」および1735年製デル・ジェズ「デグヴィル／プロイセン公子ヴィルヘルム」[8]
- アルテュール・グリュミオー：1744年製デル・ジェズ「ローズ」
- ヨゼフ・スーク：1744年製デル・ジェズ「オレンジ公爵」。没後はプラハの国立博物館に所蔵。
- レオニード・コーガン：1726年製デル・ジェズ「エクス・コラン」および1743年製デル・ジェズ「エクス・ブルメスター」
- ヘンリク・シェリング：1743年製デル・ジェズ「ル・デューク」
- アイザック・スターン：1737年製デル・ジェズ「パネット子爵」[8]および1740年製デル・ジェズ「イザイ」
- 江藤俊哉：1730年製デル・ジェズ「マリオ・コルチ」
- サルヴァトーレ・アッカルド：1734年製デル・ジェズおよび1742年製デル・ジェズ「イル・カンノーネ」
- 前橋汀子：1732年製デル・ジェズ
- ウート・ウーギ：1744年製デル・ジェズ「ローズ」および1742年製デル・ジェズ「イル・カンノーネ」
- イツァーク・パールマン：1743年製デル・ジェズ「ソーレ」、1741年製デル・ジェズ「ヴュータン」および1737年製デル・ジェズ「キング・ヨーゼフ」[8]
- ギドン・クレーメル：1730年製デル・ジェズ「エクス・ダヴィド」
- レジス・パスキエ：1734年製デル・ジェズ
- チョン・キョンファ：1734年製デル・ジェズ
- ピンカス・ズーカーマン：1734年製デル・ジェズ、1740年製デル・ジェズ「イザイ」および1741年製デル・ジェズ「ヴュータン」
- ジョン・チャヌ：1727年製デル・ジェズ「ヨーゼフ」
- ナイジェル・ケネディ：1735年製デル・ジェズ「ラフォン」
- 堀米ゆず子：1741年製デル・ジェズ
- 古澤巌：1723年製デル・ジェズ
- リチャード・トネッティ：1743年製デル・ジェズ「エクス・カロダス」[8]
- 竹澤恭子：1742年製デル・ジェズ「ヴィエニャフスキ」
- 服部譲二：1733年製デル・ジェズ「ヘンメアレ」
- 五嶋みどり：1734年製デル・ジェズ「エクス・フーベルマン」を終身貸与。
- アン・アキコ・マイヤース：1736年製デル・ジェズ「ムンツ」、現在は1741年製デル・ジェズ「ヴュータン」を終身貸与。
- コーリー・セロセック：1742年製デル・ジェズ「ヴィエニャフスキ」
- ジュリアン・ラクリン：1741年製デル・ジェズ「エクス・カロダス」
- ニコライ・ズナイダー：1741年製デル・ジェズ「エクス・クライスラー」
- ルノー・カピュソン：1737年製デル・ジェズ「パネット子爵」[8]
- リーラ・ジョゼフォウィッツ：1739年製デル・ジェズ「エーベルゾルト」
- セルゲイ・ハチャトゥリアン：1740年製デル・ジェズ「イザイ」
- 神尾真由子：1735年製デル・ジェズ「ゼンハウザー」
- サラ・チャン：1717年製のグァルネリ・デル・ジェズ
- ガブリエル・クロイトル：1725年製デル・ジェズ「ラ・カテドラル」、エネスクの死後半世紀ぶりに復帰。
- 服部百音：1740年製のグァルネリ・デル・ジェズ
- 諏訪内晶子：米国在住のDr.Ryuji Uenoより長期貸与された1732年製グァルネリ・デル・ジェズ「チャールズ・リード」[9]